# Daybreak in Udi
Pour plus de détails, voir Fiche technique et Distribution.
Daybreak in Udi (littéralement : L'Aube à Udi) est un film documentaire britannique réalisé par Terry Bishop, sorti en 1949. 
Le film obtient l'Oscar du meilleur film documentaire et le British Academy Film Award du meilleur film documentaire en 1950.
Ce documentaire de 47 minutes relate l'histoire d'un groupe de citadins de Udi, un village nigérian, qui tente d'améliorer son quotidien par ses propres moyens.

## Fiche technique
- Titre : Daybreak in Udi
- Réalisation : Terry Bishop
- Scénario : Montagu Slater
- Photographie : Fred Gamage
- Montage : Terry Trench
- Musique : William Alwyn
- Producteur : Max Anderson
- Pays d'origine :  Royaume-Uni
- Format : Noir et blanc — 35 mm — 1,37:1 — Son : Mono (RCA Sound System)
- Genre : Film documentaire
- Durée : 47 minutes
- Dates de sortie :
  -  Royaume-Uni : 15 août 1949

## Distribution
- E.R. Chadwick
- Harford Anerobi : Dominic
- Fanny Elumeze : Iruka
- Joseph Amalu : Eze
- Joyce Mgbaronye : Midwife
- Clement Emehel : James

## Récompenses et distinctions
- Le film a reçu l'Oscar du meilleur film documentaire[1].